# 유리 듀핀
유리 유리예비치 듀핀(러시아어: Юрий Юрьевич Дюпин, 1988년 3월 17일 ~ )은 크라스노다르에서 골키퍼로 뛰고 있는 러시아의 프로 축구 선수이다.

## 구단 경력
듀핀은 2011년 5월 15일, 시비랴크 브라츠크와의 경기에서 디나모 바르나울 소속으로 러시아 세컨드 리그에 데뷔했다.
2019년 6월 13일, 그는 루빈 카잔과 1년 계약을 체결했다.
2024년 6월 15일, 듀핀은 한 시즌 계약으로 크라스노다르로 이적했다.

## 국가대표팀 경력
그는 2021년 3월, 몰타, 슬로베니아, 슬로바키아와의 2022년 FIFA 월드컵 예선 전에서 처음으로 러시아 국가대표팀에 소집되었다.
2021년 5월 11일, 그는 UEFA 유로 2020 예비 연장 30인 명단에 포함되었다. 2021년 6월 2일, 그는 최종 명단에 포함되었지만, 러시아가 조별 리그에서 탈락하면서 어떤 경기에도 출전하지 못했다.